# 速度 (音樂)

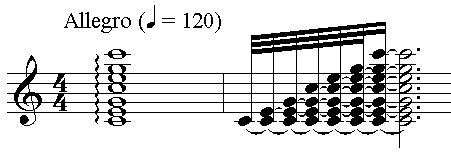
傳統音樂的五線譜，圖中的「Allegro（＝120）」標示了其音樂速度，120是BPM值，表示每分鐘演奏120個四分音符，即每個四分音符的長度等於1分鐘除以120等分＝0.5秒，拍子記號是4/4拍，1小節就是0.5秒乘4拍＝2秒長

速度（tempo）決定了一段音樂的快慢，是音樂的重要元素，亦影響作品的情感與演奏難度。「tempo」是義大利語的時間，源於拉丁語的「tempus」。

## 量度音樂速度

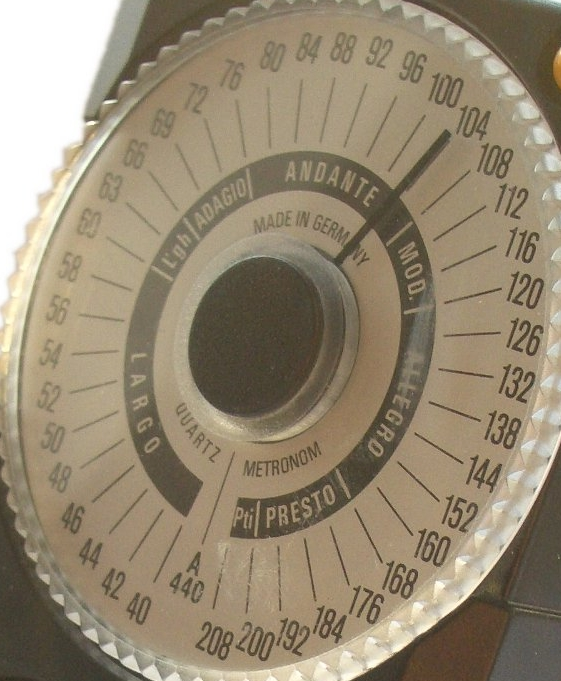
「Wittner」樣式的電子節拍器，旋轉轉盤將指針調校到需要的BPM上使用。

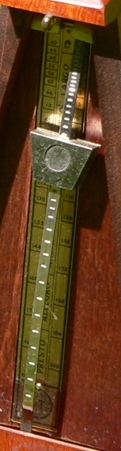
「Seth Thomas」樣式，傳統機械彈簧式的節拍器。

音樂速度一般以文字或數字標記於樂曲的開端，現代習慣以每分鐘多少拍（beats per minute，BPM）作量度單位，這表示一個指定的音符，例如四分音符在一分鐘內出現的次數，BPM的數值越大代表越快的速度。
電子數碼音樂MIDI及其它電腦音樂序列程式的档案及界面都應用了BPM來表示速度。

## 音樂速度用詞的發展
在古典音乐發展的初期，作曲家開始使用一個或以上的副詞來標記速度，而這些用詞以義大利文居多，因為17世紀的重要作曲家都是義大利人。當時BPM值的概念尚未流行，而文字式速度標記被廣泛地被應用。直到節拍器於1812年問世後，BPM值才得到普及，但仍不及文字式速度標記流通性。19世紀時BPM值通常只作為文字標記的補助，而文字標記則更傾向指示作品模糊的情感。例如Presto（急板）與Allegro（快板）兩者都是表達迅速地演奏（Presto 比較快些），但在意大利語Allegro同時帶有「歡樂」的含義，而Presto則並不帶有感情的含義。不同時期及不同的地區會對文字標記有不一樣的詮釋，例如現代的Largo（最緩板）比Adagio（慢板）慢，但在巴洛克時代是相反的。
作曲家亦常加上額外的義大利語以描述更細膩的速度及感情，例如乔治·格什温的F大調鋼琴協奏曲最後樂章——Allegro agitato，當中的agitato甚至含有雙重意思，表明「比Allegro更快的速度」以及「激動地」演奏。
在文藝復興時期，尚未有用文字式速度標記，當時的音樂以人的心跳頻率作為速度對照的標準。直至巴洛克時期晚期，文字式音樂速度標記尚未流行，當其時的大多數音樂作品都有一個約定俗成的演奏速度，不過後來在19世紀速度標記被廣泛應用，樂譜出版商為了配合而往往加上速度標記。例如巴哈的《勃兰登堡协奏曲》原版是沒有速度及情感標記，但於標記流通之後被後人補充了Allegro(快板)或「無標記」等字眼。
不過有時音樂作品的體裁或種類本身就暗示了某種約定俗成的速度，而不需要在樂譜上作進一步的說明，比如音樂家會期望小步舞曲(Minuet)的演奏速度平穩莊重，比維也納式圓舞曲稍慢、而詼諧曲(Scherzo)的音樂則應較快。貝多芬曾在其第22號鋼琴奏鳴曲，作品54的第1樂章標上「In tempo d'un Menuetto」，意即以小步舞曲的速度來演奏此一作品，儘管這並不是一首小步舞曲。同樣作風亦可以見於現代的樂譜，如標記「bossa nova」（巴薩諾瓦）、「ballad」（民謠）或「latin rock」（拉丁搖滾）等字眼表示要參照的音樂演奏風格與速度。

## 意大利語速度用詞

### 基本速度標記
下表從快到慢列起，為常見的音樂速度標記：
- Prestississimo - 极快的
- Prestissimo - 最急板（約為200 - 208 bpm）
- Prestissimetto － 風之速
- Allegrissimo － 快而活跃的
- Presto － 急板（168 - 200 bpm）
- Vivace － 活潑的（~140 bpm）
- Allegro assai － 颇快的
- Allegro － 快板（120 - 168 bpm）
- Allegro Moderato － 适度、中速的快板
- Allegretto － 小快板 （104 - 112 bpm）
- Moderato － 中板（90 - 115 bpm）
- Andantino － 小行板（比行板稍快）
- Andante － 行板（76 - 108 bpm）
- Adagietto － 小慢板 / 頗慢
- Adagio － 慢板（66 - 76 bpm）
- Grave － 庄严的慢
- Larghetto － 小广板（60 - 66 bpm）
- Largo － 廣板（40 - 60 bpm）
- Lento － 缓板（40 - 45 bpm）
- Lentissimo － 甚缓
- Larghissimo － 极端地缓慢（40 bpm 或以下）

### 常見修飾語
- assai － 極之地。例：Allegro assai 表示「極快」
- con brio － 有活力地
- con moto － 有動態地
- non troppo － 不過多地。例：Allegro non troppo （或 Allegro ma non troppo）表示「不太過分地急速」
- non tanto － 不多地 很多很多
- molto － 非常。例：Molto Allegro 或 Adagio Molto 表示「非常快速地」或「非常緩慢地」
- poco － 稍微地。例：Poco Adagio 表示「略為緩慢地」
- più － 更多地。例：Più Allegro更快，常見於拍子轉變時相對的指示
- meno － 較少地。例：Meno Presto
- poco a poco － 逐步地

### 帶有音樂速度內涵的情感標記
- Vivace 或Vivo－ 活潑的，一般指示快速的節奏
- Maestoso － 莊嚴的，一般指示隆重的緩緩的節奏
- Sostenuto － 持續的，拍子有時會有點放鬆減緩
- Dolce － 親切地、愜意地
- Morendo － 垂死的
- con fuoco － 热情如火地

### 音樂速度變動的術語
- Accelerando － 漸快（省略為 accel.）
- Ritardando － 漸慢（省略為 rit. 或者 ritard.）
- Meno Mosso － 緩慢點
- Più Mosso － 稍快點
- Rallentando － 慢下來，特別用於章節結束的地方（省略為 rall.）
- Ritenuto － 臨時地減慢（省略為 riten.）
- Stretto － 臨時地加快
- Rubato － 彈性速度發揮
- Allargando － 逐漸減慢轉強，特別用於作品結束的地方
- a tempo － 用於漸快和漸慢標記之後，表示回復漸快或漸慢之前的速度
- Tempo primo 或 Tempo I － 如果樂曲有多次速度轉變，Tempo primo 表示回復樂曲一開始的速度，例如一首三段曲式的作品，可以是Allegro - Andante - Tempo Primo

速度標記通常標記在樂曲第1小節或轉換速度之處，在最高一行樂器的五線譜之上。在管弦樂總譜裏，速度記號也會出現在弦樂組之上，以讓指揮容易看見。而速度漸變的標記，如rit.或accel.，在鋼琴或其他鍵盤類樂器的樂譜裏，常常標記在兩行之間。

## 中國音樂的速度
傳統中國音樂亦有慢板、中板、快板、流水板的標記，稱為板眼，在傳統器樂或戲曲的樂譜裏常見，通常標記於1段樂曲之前或1段唱詞之前。
在戲曲音樂，板眼更接近於西方的拍號而非速度記號：慢板通常指「一板三眼」（又稱一板三叮），即1個重拍，3個輕拍，可視為西方的四拍子。而中板是「一板一眼」，可視為西方的兩拍子；快板或流水板是「有板無眼」，可視為西方的一拍子。
中國音樂的引子或尾聲常常是「散板」，散板的意思是沒有固定的節奏，演奏者可以自行決定每個音的長度，作彈性的快慢處理，在意義上和古典音樂的Senza misura（沒有節拍）和ad libitum（自由節拍）相近。
因為沒有準確的速度標記，中國戲曲音樂和傳統中國音樂的速度常常是約定俗成，即某一體裁習慣上是以某一速度演奏，則會依據這種傳統演奏。但同一樂曲的速度，在不同地方和不同流派可以有不同的演繹。
而20世紀以來，中國音樂受到西方影響，作曲家亦常常會加上西式的速度和感情標記。